# Румяна Гочева
Румяна Христева Бояджиева-Гочева е българска шахматистка, международен майстор за жени от 1981 г. Състезателка е на ШК „ЦСКА“.
Румяна Бояджиева е републиканска шампионка за девойки през 1973 г. Тя е шесткратна шампионка на България по шахмат (1980, 1982, 1984, 1987, 1989 и 1991 г.).
През 1976 г. е победителка на балканиадата по шахмат. Два пъти играе на зоналните турнири за световно първенство - през 1981 г. в Бидгош (Полша) и през 1985 г. във Велико Търново.
Участва на пет шахматни олимпиади, където изиграва 50 партии (23 победи, 13 равенства и 14 загуби). Част е от отбора на България за олимпиадата в Солун (Гърция) през 1984 г., когато българските шахматистки печелят сребърни медали.

## Участия на шахматни олимпиади
| Година | Организатор | Отбор    | Класиране (отборно) | Дъска         |
| 1980   | Ла Валета   | България | 9                   | Втора         |
| 1982   | Люцерн      | България | 14                  | Втора         |
| 1984   | Солун       | България | 2                   | Втора         |
| 1986   | Дубай       | България | 9                   | Първа резерва |
| 1990   | Нови Сад    | България | 4                   | Първа резерва |